# Philippe Greslé
Philippe Greslé, né à Tours le 21 juillet 1776 et mort à Paris le 12 décembre 1846, est un ingénieur de la marine constructeur de vaisseaux.

## Biographie
Philippe Greslé est le fils de Charles Thomas Greslé, major des grenadiers de Touraine, chevalier de l'ordre de Saint-Louis, et d'Anne Jeanne Delaroche-Serizier.
Élève de l'École polytechnique en 1795, il fait partie de l'Expédition d'Égypte.
De retour en France, il est mis au service du roi de Naples, chargé des constructions navales du royaume de Naples, de 1806 à 1814. Il est ingénieur de 3e classe à Toulon puis de 2e classe en 1818.

## Publications
- Mémoire sur les forces navales en France, par Philippe Greslé, chevalier de Saint-Louis, ingénieur de la marine en retraite, Paris, Impr. de A. Bobée, s.d. [1821].